# Wysokie (Beskid Niski)
Wysokie (657 m n.p.m.) – szczyt w Beskidzie Niskim. Z wierzchołka roztacza się panorama w kierunku północnym. Północno-wschodnie zbocza opadają w stronę doliny potoku Krempnej i miejscowości Żydowskie, zaś na południu Wysokie graniczy z sąsiednim Czumakiem.
Szczyt zaliczony do Korony Beskidu Niskiego.
Piesze szlaki turystyczne:
- Kamień (714 m n.p.m.) – Krempna – Wysokie (657 m n.p.m.) – Ożenna

## Galeria

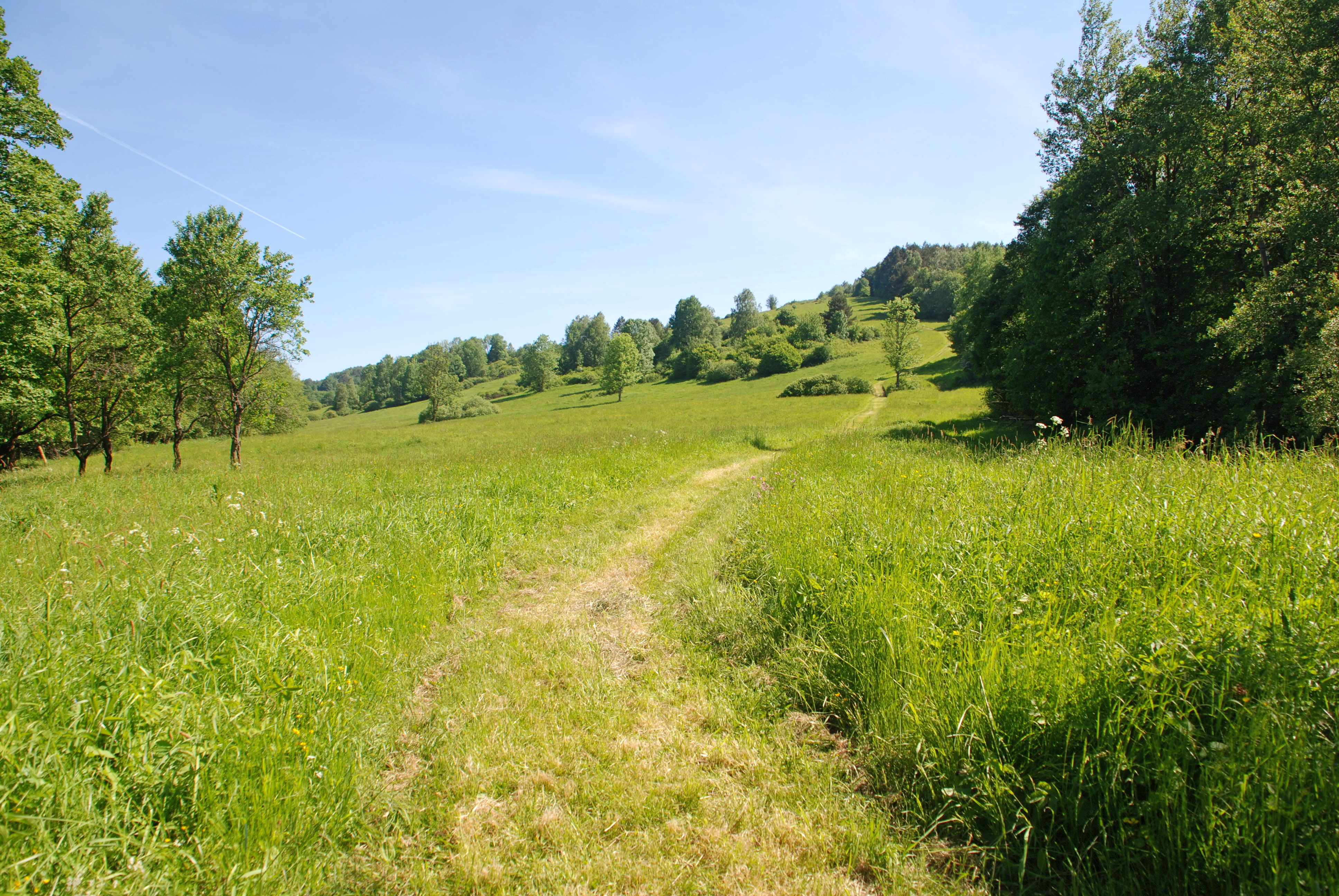
Szlak na górę
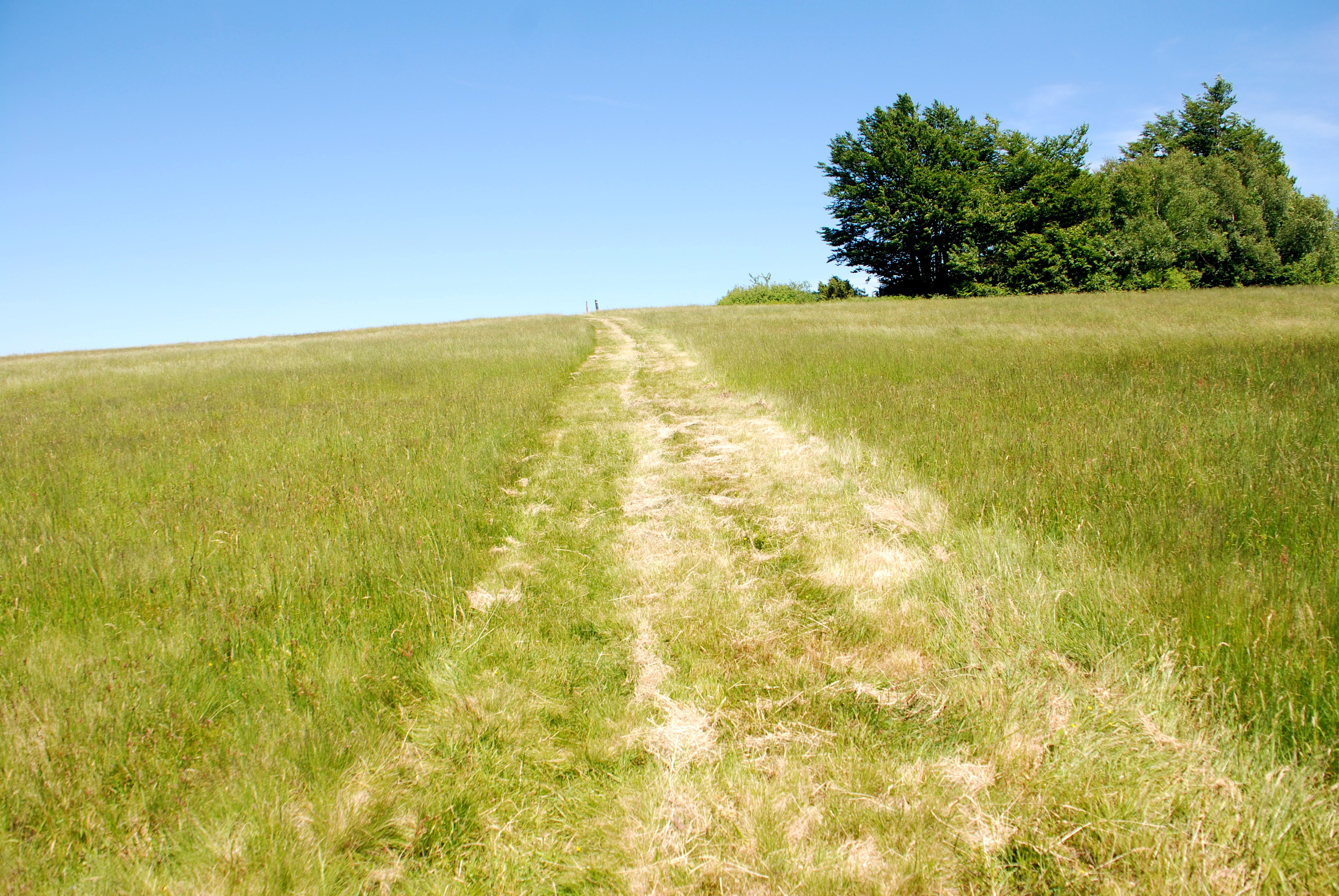
Wierzchołek
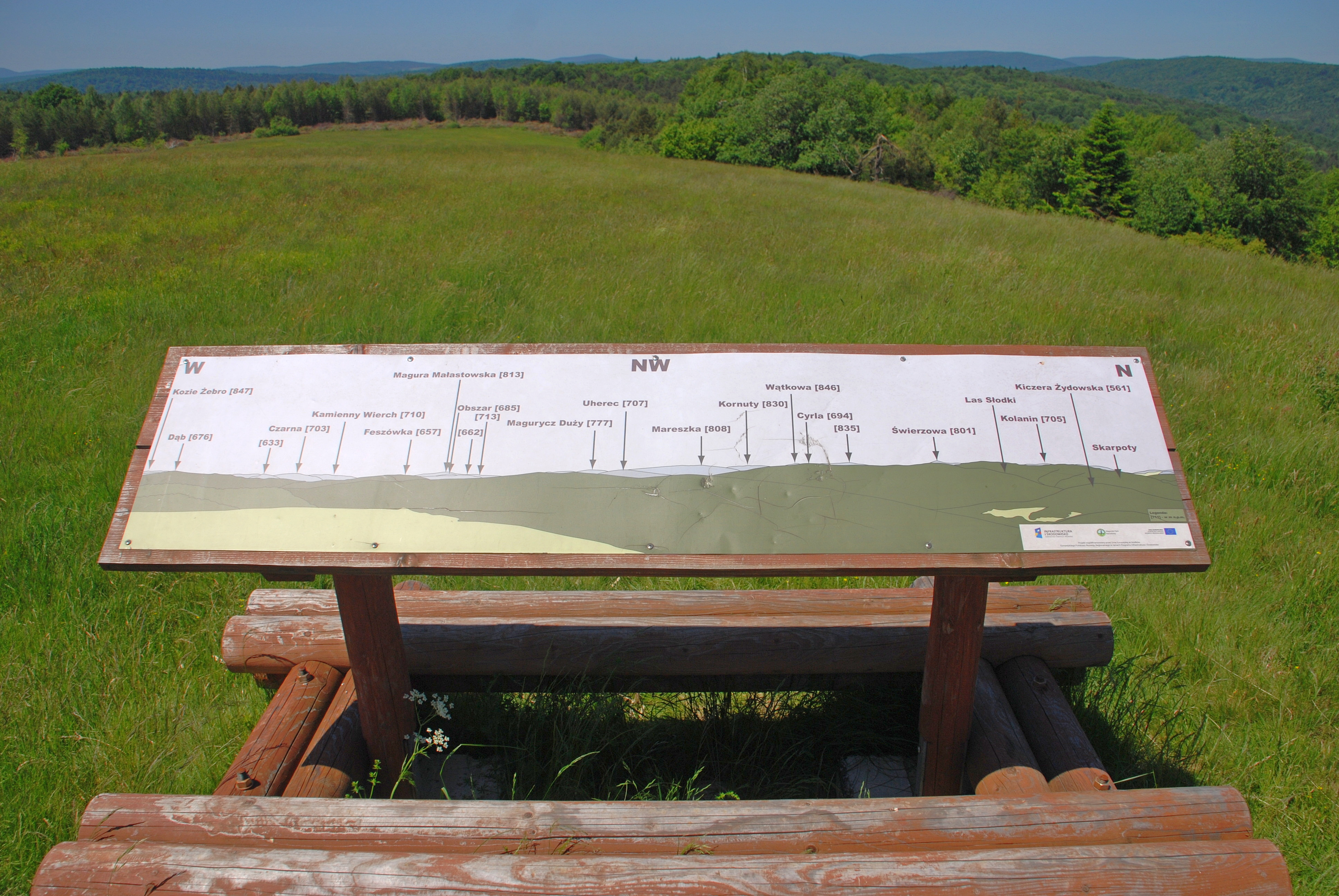
Tablica informacyjna na szczycie
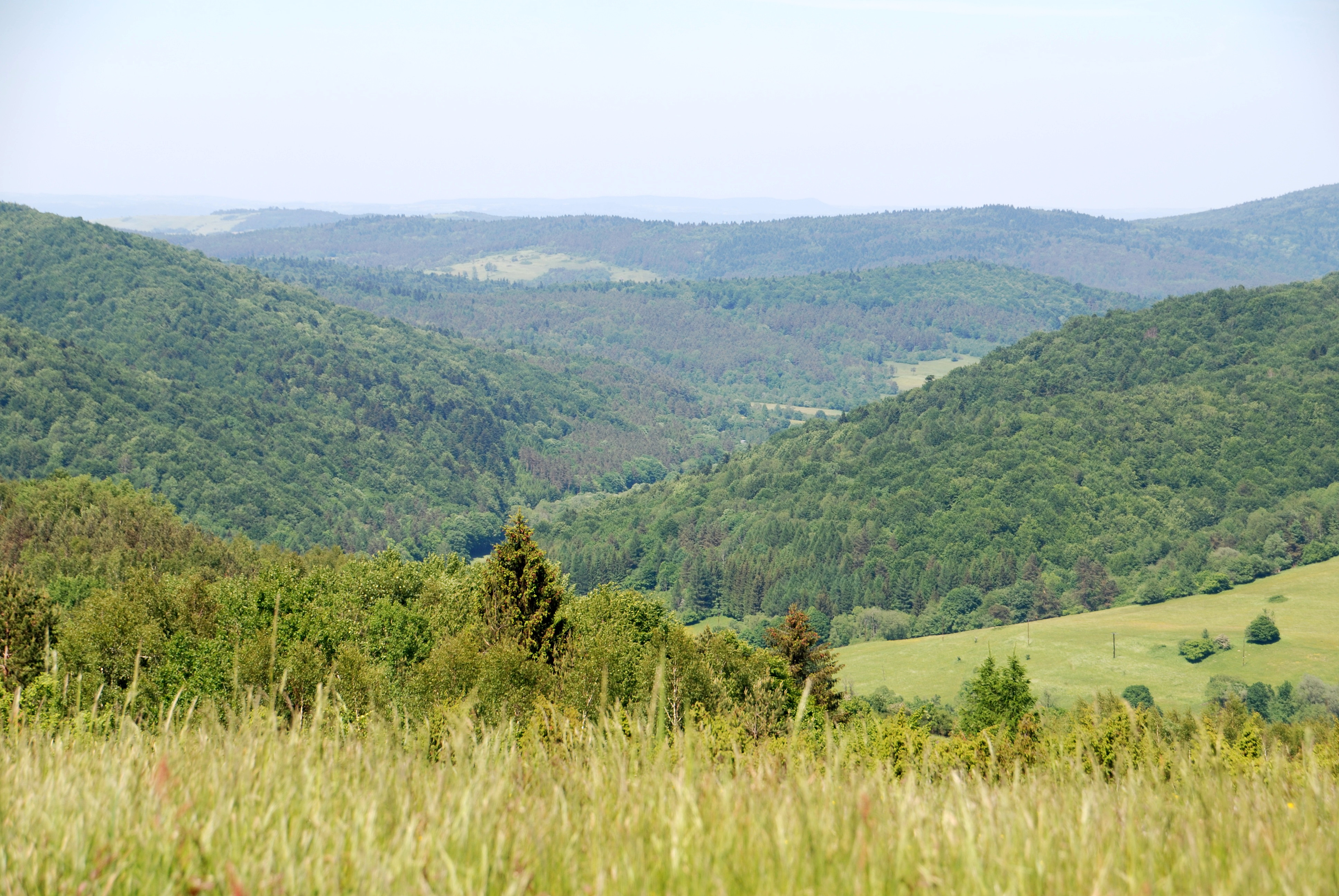
widok w kierunku północnym
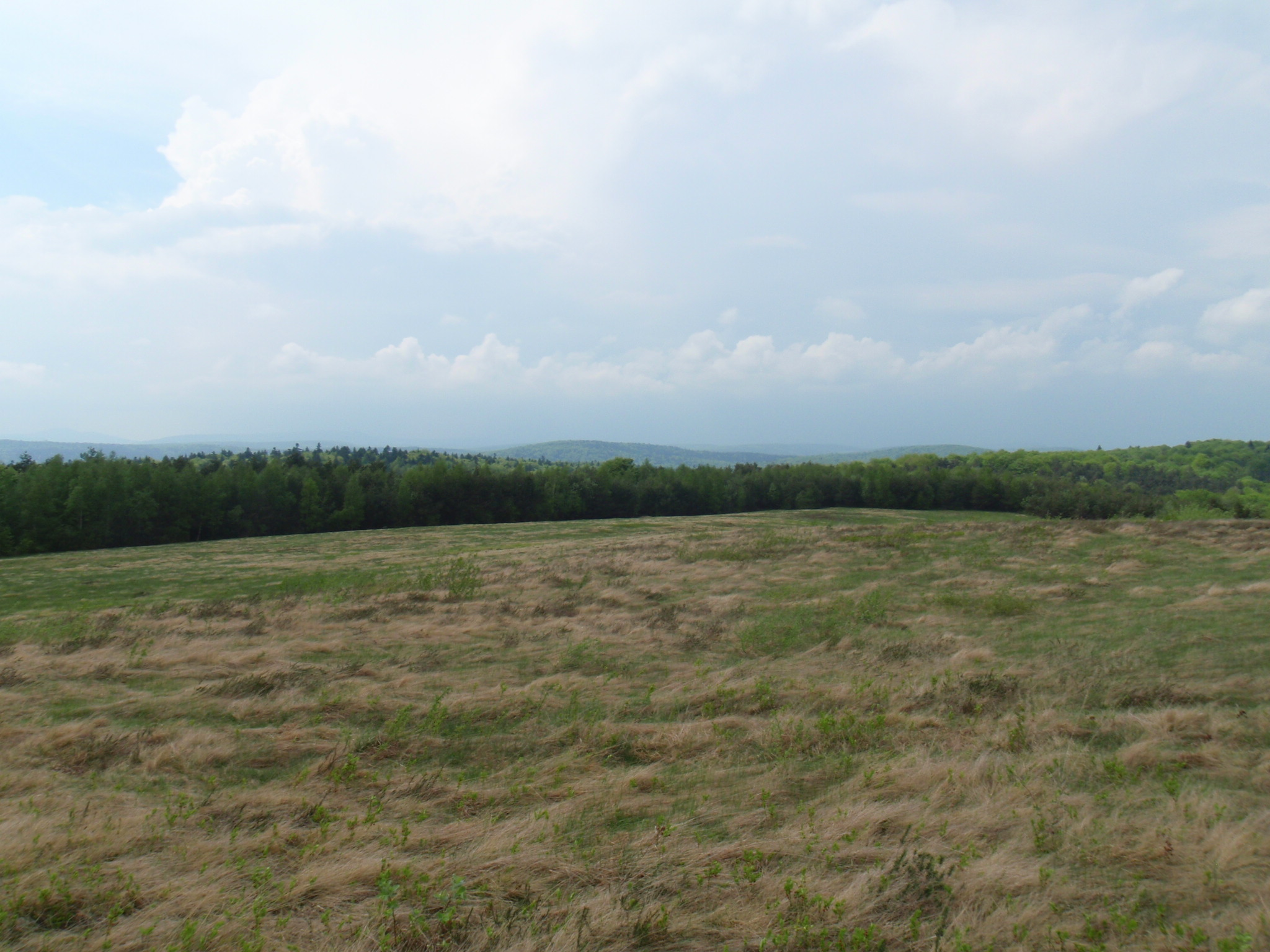
Widok w kierunku południowo-zachodnim
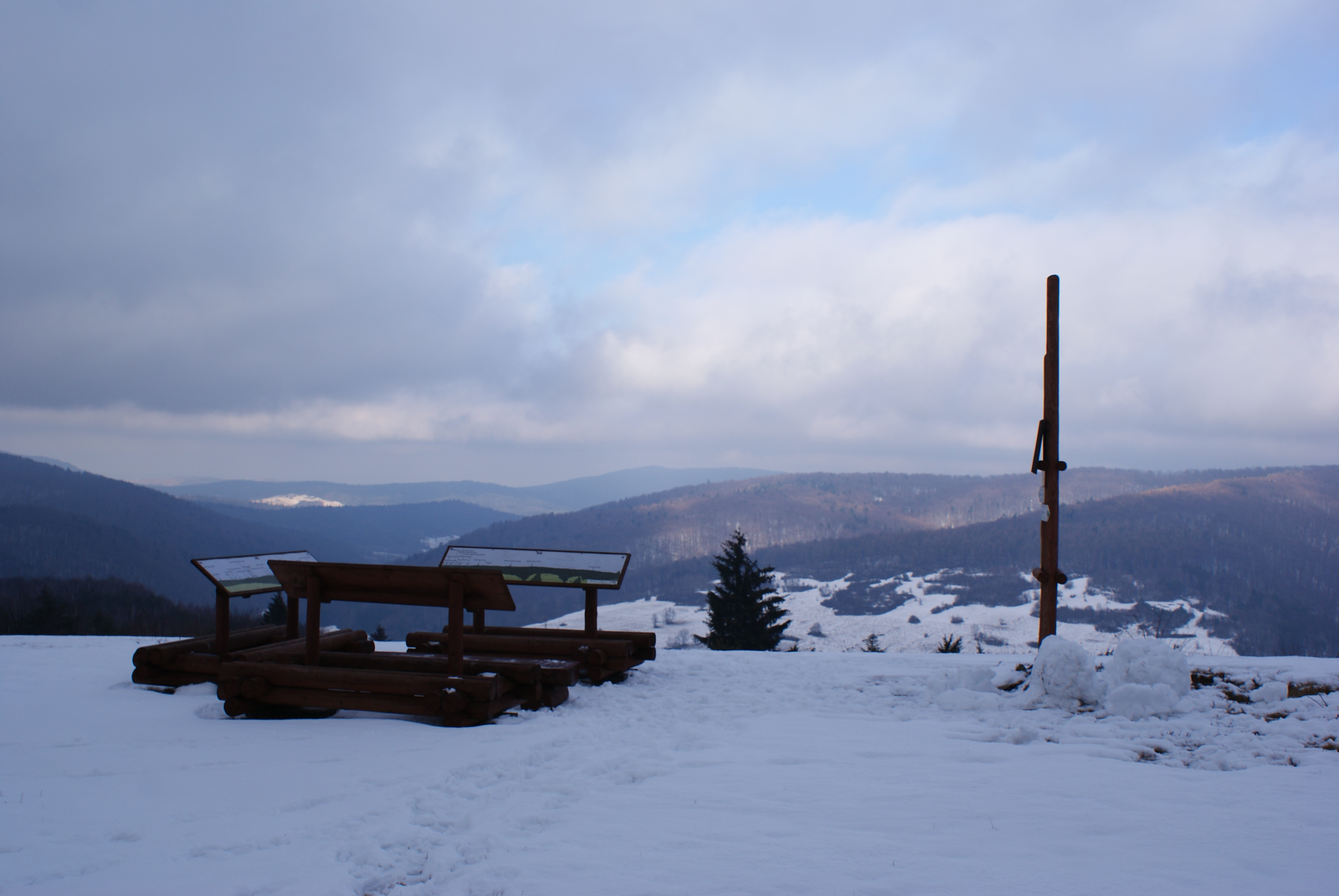
Szczyt zimą